# Vivy: Fluorite Eye's Song
Vivy: Fluorite Eye's Song é uma série de anime criada por Tappei Nagatsuki e Eiji Umehara, e produzida pela Wit Studio. A série foi ao ar de abril a junho de 2021. Uma adaptação para mangá, ilustrada por Morito Yamataka, foi serializada no site Mag Comi da Mag Garden de 10 de abril a 10 de agosto de 2021. Além disso, uma série de light novels, escrita por Tappei Nagatsuki e Eiji Umehara, com ilustrações de Loundraw, foi publicada sob o selo Wit Novel de 30 de abril a 30 de julho de 2021.

## Enredo
Depois de uma série de experimentos com a criação de inteligência artificial autônoma, os humanos chegaram à conclusão de que a IA só poderia ser verdadeiramente funcional se recebesse uma única missão para dedicar suas vidas. Com isso em mente, foi criada a primeira IA autônoma, uma cantora chamada Diva, com a missão de "fazer as pessoas felizes com suas músicas". No entanto, a jornada de Diva para alcançar o palco principal do parque temático NiaLand é abruptamente interrompida pela chegada de Matsumoto, uma IA vinda de 100 anos no futuro. Matsumoto traz consigo uma mensagem alarmante: um mundo em que a IA decidiu erradicar a humanidade está à espreita, e ele busca a colaboração de Diva para evitar essa terrível possibilidade.

## Personagens

### I.As
Vivy (ヴィヴィ, Vivi)
Voz de: Atsumi Tanezaki, Kairi Yagi (voz cantada) (Japonês), Cristina Vee (Português)
É a primeira IA autônoma criada com uma simples, mas profunda missão: "cantar com o coração" e fazer as pessoas felizes através de sua música. Originalmente designada para se apresentar no parque de diversões NiaLand como a cantora Diva, Vivy toma uma decisão significativa após encontros com Matsumoto. Ela se compromete a ajudar a corrigir os pontos de singularidade que eventualmente levarão a uma devastadora guerra entre humanos e IA, prevista para eclodir 100 anos no futuro.
Matsumoto (マツモト)
Voz de: Jun Fukuyama;
Uma IA proveniente de 100 anos no futuro, Matsumoto assume a forma de um cubo no futuro distante, mas inicialmente se apresenta na forma adorável de um ursinho de pelúcia no início da série. Dotado de um conhecimento profundo dos eventos que conduzem à iminente guerra entre humanos e IA, Matsumoto se une a Vivy para corrigir os pontos de singularidade cruciais que desencadearão o conflito. Sua missão é interromper os desenvolvimentos que inevitavelmente levarão à devastação, trabalhando incansavelmente ao lado de Vivy para alterar o curso sombrio do futuro.

## Produção e lançamento
Vivy: Fluorite Eye's Song é uma série de anime criada e escrita por Tappei Nagatsuki e Eiji Umehara, produzida pela Aniplex e animada pela Wit Studio. A direção da série é de responsabilidade de Shinpei Ezaki, com Yūsuke Kubo atuando como assistente de direção. Os personagens foram desenhados por loundraw, com Yūichi Takahashi encarregado de adaptá-los para animação, enquanto a música é composta por Satoru Kōsaki.
A música tema de abertura, intitulada "Sing My Pleasure", é interpretada por Kairi Yagi, que também dubla o personagem-título, Vivy. Já a música tema de encerramento é uma versão para piano de "Fluorite Eye's Song", composta por Kōsaki. A série foi ao ar de 3 de abril a 19 de junho de 2021 na Tokyo MX e em outras redes, com os dois primeiros episódios sendo exibidos de forma consecutiva. Os episódios 1 e 2 foram ao ar juntos como um especial de uma hora. O primeiro episódio foi ao ar às 23:30 e o segundo episódio foi ao ar imediatamente depois às 24:00. A Aniplex of America licenciou a série fora da Ásia e a transmitiu na Funimation. Além disso, a Plus Media Networks Asia licenciou a série no Sudeste Asiático e a lançou na Aniplus Asia.